# 윤순영
윤순영(尹順永, 1952년 6월 11일~)은 대한민국의 정치인이다. 제20·21·22대 대구광역시 중구청장을 지냈다. 경상북도 상주 출생이다.

## 학력
- 1969 상주여자고등학교(1969년)
- 1997 경일대학교 경영학과 학사(1997년)
- 1999 중앙대학교 예술대학원 문화예술행정학 석사(1999년)
- 2005 대구가톨릭대학 예술학 박사과정 수료(2005년)

## 경력
- 분도출판사 및 분도서원 대구지사장 대표(1980년 4월~1999년 3월)
- 전문직여성 새대구클럽회장(1988년 6월~1990년 6월)
- 분도문화예술기획 대표(1991년 2월~2006년 6월)
- 대구광역시 여성정책위원(1997년 3월~2000년 12월)
- 대경대학·대구과학대학·경일대학교 강사(1998년 9월~2002년 9월)
- 대구방송국(TBC) 시청자위원(2000년 1월~2000년 12월)
- 대구광역시 시정평가위원(2002년 9월~2006년 6월)
- 민족시인 이상화 고택보존운동본부 상임공동대표(2002년 5월~2005년 9월)
- 한나라당 이회창 대통령후보 정책특보(2002년 9월~2002년 12월)
- 대구광역시 정보화추진위원(2002년 9월~2006년 5월)
- 16대 대통령선거 한나라당 중앙선대위 여성위원회 부본부장(2002년 10월~2002년 12월)
- 대구광역시 문화예술진흥위원(2003년 1월~2006년 6월)
- (사)영남여성정보문화센터 이사장(2003년 3월~2007년 7월)
- 한국여성경제인협회 대구경북지회 전문위원장(2004년 1월~2006년 6월)
- 대구광역시 문화산업발전위원(2004년 3월~2006년 6월)
- 대구 아름다운가게 운영위원장(2004년 5월~2006년 3월)
- 대구박물관 자문위원(2005년 3월~2007년 4월)
- 한나라당 제6정책조정위원회 문화관광부위원장(2006년 6월~2007년 12월)
- 2006년 7월~2018년 6월: 제20·21·22대 대구 중구청장[민선4·5·6기, 3선. 새누리당→바른미래당(대구의 최초 3선 여성기초단체장)]
- 전국시장군수구청장협의회 민선6기 3차년도 부회장(2016년 7월~2018년 6월)
- 대구중구도심재생문화재단 이사장(2008년 8월~2018년 6월)
- 지방자치발전위원회 위원(2018년 1월~2018년 3월)
- 자치분권위원회 재정분관 분과위원회 위원(2018년 3월~)
- 바른미래당 탈당
- 새로운보수당 입당
- 미래통합당
- 국민의힘
- 국민의힘 평당원

## 저서
- 수필집「내 어머니」(2001년,공저)
- 수필집 「골목, 별이 되다」 부제 「윤순영 구청장의 골목이야기」(2014년, 홍익포럼)

## 역대 선거 결과
|  | 64.60% |

|  | 61.38% |

|  | 61.31% |

| 전임 정재원 | 제20·21·22대 대구광역시 중구청장 2006년 7월 1일~2018년 6월 30일 | 후임 류규하 |